# 富單那
富单那（梵语、巴利语：或，义爲已生的、存在、众生、鬼等；一说作，义爲臭秽、热臭、臭者），又作布单那、布怛那、富多那、富多罗、富陀那、补单那，意译臭饿鬼、熱病鬼、災怪鬼（怪、恠通用）等；印度神话中的一类鬼，佛教认为是饿鬼道众生中福最胜者，是四大天王所统帅的八部鬼众之一，即广目天王的眷属，或持国天王的眷属。

## 词源
富单那的词源有两个：
- 或，也作，原义爲“已存在的”、“生成的”、“生物”，也指“鬼”、“鬼魅”、“幽灵”，来自原始印欧语词根*bheu、*bhu-，和英语、波斯语等是同源词。现代印地语爲，在英语中转写为或，印度鬼辣椒即以此为名。
- 或 ，义爲“臭秽”，作名词时译为“臭者”。佛教认为其身体污秽、极臭，会给人畜带来热病、災害[5][3]。

## 迦吒富單那
迦吒富單那鬼（梵語：或）是富单那鬼的一种，意译爲极臭鬼、奇臭鬼。

## 註释
1. ↑  《巴汉词典》【bhūta】，《简要巴汉辞典》【bhūta】，《梵汉语汇》【bhūta】，《翻译名义大集》【bhūtaḥ】
2. 1 2  《佛学大辞典》【迦吒富单那】（异类）又作迦吒布单那Katabhūtana，又Kaṭapūtana，译曰奇臭鬼。玄应音义二十一曰：“羯吒布怛那，旧言竭吒富呾那，此云极臭鬼，或言奇臭鬼也。”慧琳音义十八曰：“羯吒布但那鬼，唐云叫噪作灾怪鬼。”首楞严经曰：“迦吒富单那。”梵语杂名曰：“迦吒布单那。”
3. 1 2 3 4  《佛光大辭典》【富單那鬼】富單那，梵名 Pūtana。為鬼神之一種。又作富多那鬼、布怛那鬼。意譯作臭鬼、臭餓鬼。又稱熱病鬼、災恠鬼。此鬼與乾闥婆皆為持國天之眷屬，守護東方。依護諸童子陀羅尼經載，富多那鬼外形如豬，能使孩童在睡眠中驚怖啼哭。又據慧琳音義卷十二、卷十八所述，富單那鬼為餓鬼中福報最勝者，其易極為臭穢，能予人畜災害。另有名為迦吒富單那（梵 Kata-pūtana）之鬼，與富單那鬼為同類。〔守護大千國土經卷下、翻梵語卷七、翻譯名義集卷六、孔雀經音義卷上、大佛頂陀羅尼勘註〕 p4929
4. ↑  《佛学大辞典》【布怛那】（異類）Pūtana，又作富多那，富單那，布單那，富陀那。譯為臭餓鬼。餓鬼中之最勝者。玄應音義二十一曰：「布怛那舊云富單那，或作富多那，此義云臭，是餓鬼中勝者也。」慧琳音義十二曰：「布單那或富陀那，皆不正音也。此云臭穢，雖身形臭穢，是餓鬼中福之最勝者。」
5. ↑  《佛教哲学大词典》【富单那】梵语putana的译音。亦写做富多那、布怛那、富陀那，饿鬼之一。译为臭饿鬼、热病鬼、灾怪鬼。<法华经>陀罗尼品第二十六（法第六八三页）所举出恶鬼之一。于<玄应音义>第二十一卷（卍三十五?二?一四六丁）及<慧琳音义>第十二卷（大正第五十四卷第三八一页）是谓，身极臭且污秽，但在饿鬼中却是福运最出色者。御书显佛未来记（第五二八页）